# Philippe Ramond
Pour les articles homonymes, voir Ramond.
Philippe Ramond, né le 11 novembre 1937 à Paris où il est mort le 19 juillet 2003, est un homme de presse français. Il a participé au niveau directorial à la création et à la direction de magazines (L'Expansion, Le Point) et de chaînes de télévision (Canal+, La Cinq).

## Parcours
Administrateur et directeur du marketing et de la publicité de L’Expansion, Philippe Ramond a pris les mêmes fonctions au Point en 1972 dont il a été un des fondateurs,,. Il est ensuite parti pour seconder André Rousselet lors de la création de Canal+,,, puis a été chargé de lancer la chaîne de télévision La Cinq de Silvio Berlusconi en France.
Directeur général de TVES-groupe de communication Robert Hersant. En 1987, il est cocréateur et directeur général de la Cinq jusqu'en 1990. Philippe Ramond est ensuite directeur général adjoint de la Socpresse (société éditrice du Figaro) de 1990 à 1994. En 1994, il est directeur général du Quotidien de Paris, puis PDG de Technisonor (1996-1998). Il était président du conseil de surveillance de l’hebdo l’Auvergnat de Paris.